# Faustball-Europameisterschaft der Frauen 1996
Die 2. Faustball-Europameisterschaft der Frauen fand am 5. und 6. Oktober 1996 in Štěchovice (Tschechien) statt. Tschechien war zum ersten Mal Ausrichter der Faustball-Europameisterschaft der Frauen.

## Platzierungen
| Rang | Land        |
| ---- | ----------- |
| 1.   | Deutschland |
| 2.   | Schweiz     |
| 3.   | Österreich  |
| 4.   | Tschechien  |